# Ernie Pyle

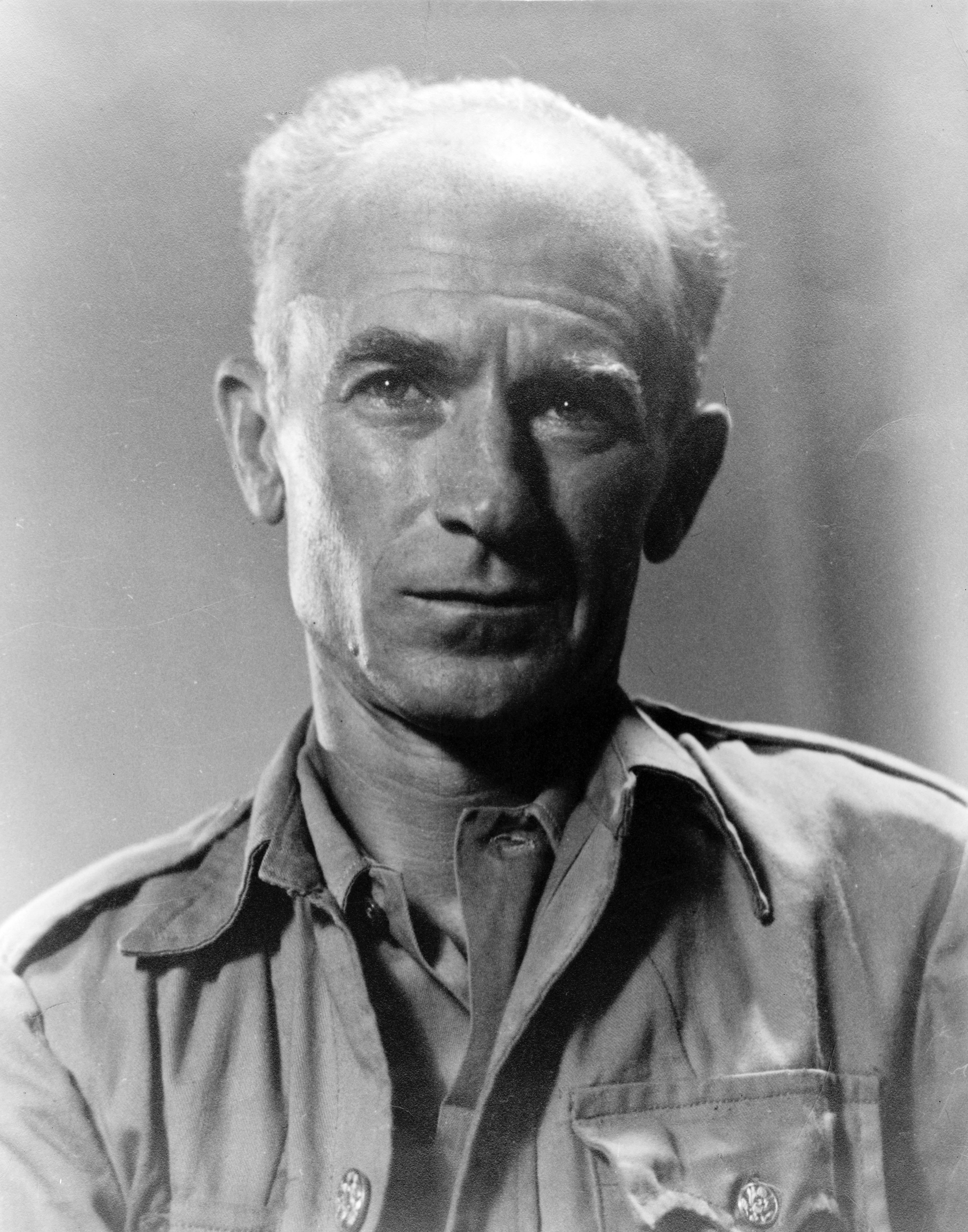
Ernie Pyle

Ernest „Ernie“ Taylor Pyle (* 3. August 1900 in Dana, Indiana; † 18. April 1945 auf Iejima) war ein US-amerikanischer Journalist und Pulitzer-Preisträger, der vor allem als Kriegsberichterstatter im Zweiten Weltkrieg Bekanntheit erlangte.

## Leben
Pyle stammte aus dem Bundesstaat Indiana. Während des Ersten Weltkriegs meldete er sich zur US Navy, aus der er nach dem Kriegsende 1918 als Petty Officer Third Class entlassen wurde. Er studierte dann an der Indiana University, wo er Redakteur bei der Studentenzeitung und Mitglied in der Studentenverbindung Sigma Alpha Epsilon war. Er brach das Studium jedoch ab, um einen Job als Zeitungsredakteur in LaPorte, Indiana anzunehmen. Es folgte eine Anstellung bei The Washington Daily News, wo er schnell in der Redaktion aufsteigen konnte. Nach seiner Hochzeit 1925 mit Geraldine „Jerry“ Siebolds bereiste er 1926 die USA und kehrte dann als Kolumnist nach Washington, D.C. zurück. Seine Zeitungsbeiträge, die sich oft mit den Erlebnissen seiner Reise quer durch das Land beschäftigten, stießen bald auf großes Interesse und wurden außerordentlich gelobt.

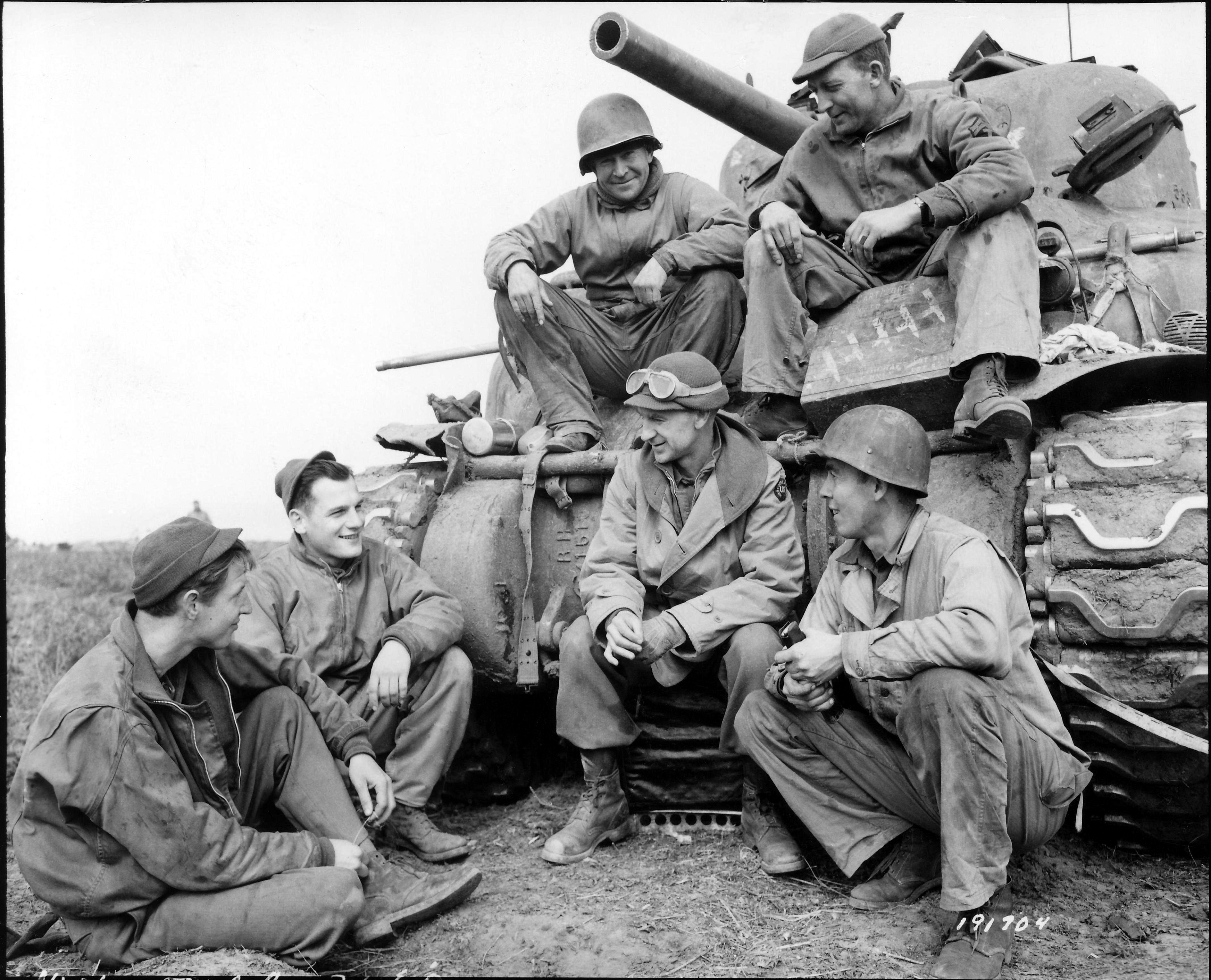
Pyle mit Mitgliedern eines Panzerbataillons der US Army in Anzio (1944)

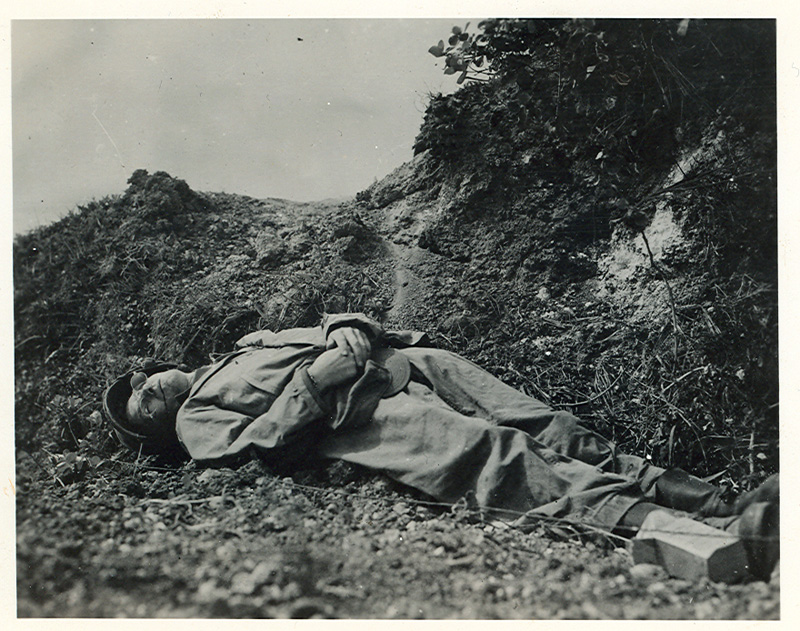
Ernie Pyle kurz nach seinem Tod

Nachdem die Vereinigten Staaten 1941 in den Zweiten Weltkrieg eingetreten waren, gab Pyle seine Stelle als Redakteur auf und wurde Kriegsberichterstatter. Er reiste mit den Truppen der US Army nach Nordafrika und begleitete später u. a. die Schlacht um Anzio sowie die Landung in der Normandie. Seine Reportagen, die unter dem Eindruck der Kämpfe entstanden, wurden für ihre hohe Authentizität gelobt. Als Auszeichnung dafür wurde ihm der Pulitzer-Preis zugesprochen. Als Folge einer Posttraumatischen Belastungsstörung und Depressionen kehrte er nach der Befreiung von Paris im August 1944 in die USA zurück, um wenig später am Pazifikkrieg teilzunehmen. Im April 1945 erlebte er die Schlacht um Okinawa von einem Schiff der US Navy aus mit. Am 16. April 1945 landete er mit der 77th Infantry Division auf Iejima, einer strategisch wichtigen Insel bei Okinawa. Pyle wurde am 18. April getötet, als er sich gerade in einem Jeep auf dem Weg zu einem Kommandoposten des 305th Infantry Regiment befand und unter japanisches Maschinengewehrfeuer geriet. Er wurde erst auf Iejima und dann auf Okinawa beerdigt, ehe er auf den National Memorial Cemetery of the Pacific in Honolulu, Hawaii überführt wurde. Posthum erhielt er das Purple Heart.
Ernie Pyles Werke wurden nach seinem Tod gesammelt in den Büchern Ernie Pyle In England, Here Is Your War, Brave Men und Last Chapter veröffentlicht. Sein Einsatz in Italien wurde 1945 als Schlachtgewitter am Monte Cassino verfilmt; der Schauspieler Burgess Meredith verkörperte seine Rolle. Des Weiteren wurde ihm zu Ehren u. a. Ernie Pyle Island in Indiana nach ihm benannt.